# Frontière entre le Cap-Vert et la Gambie

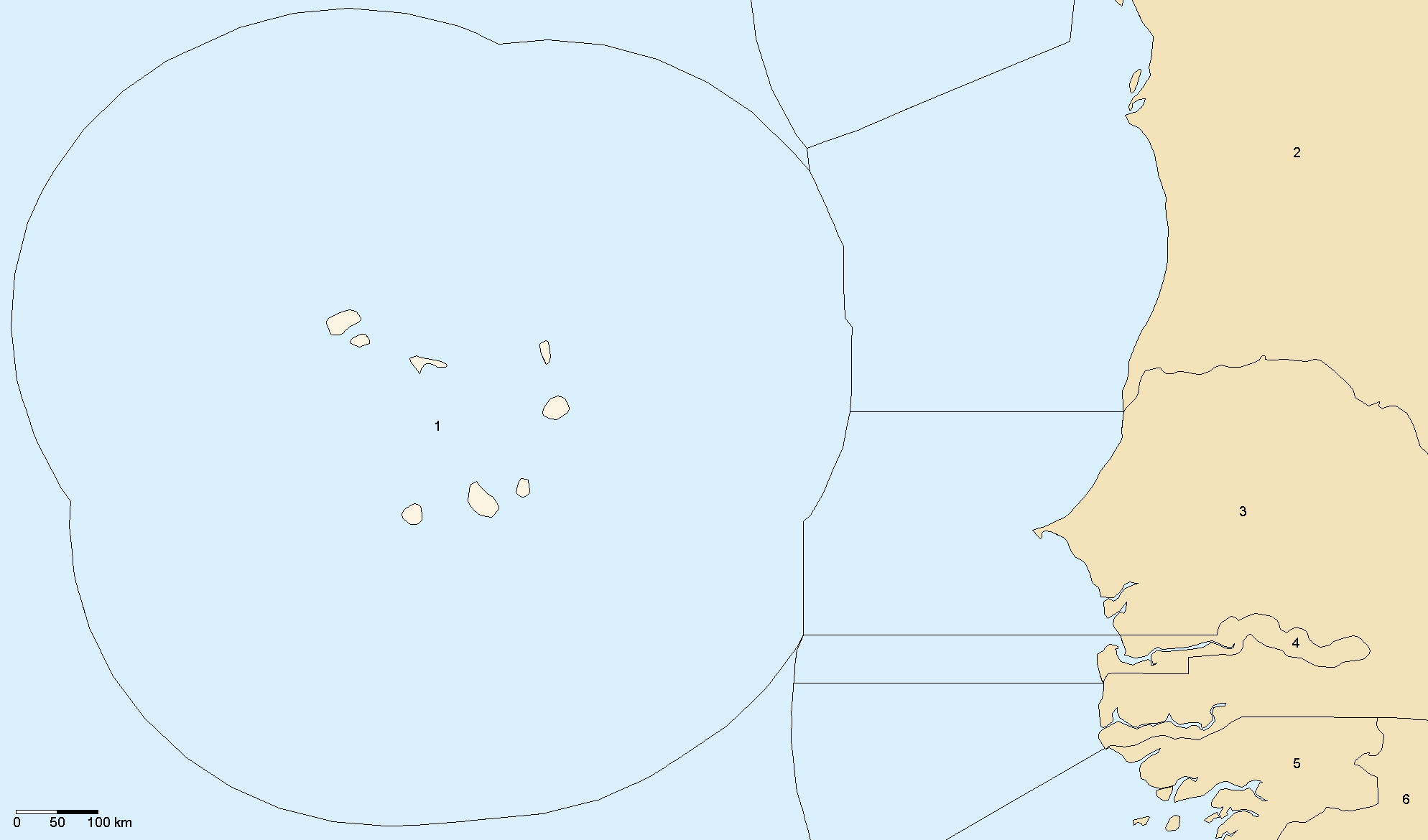
ZEE du Cap-Vert

La frontière entre le Cap-Vert et la Gambie consiste en un petit segment maritime dans l'océan Atlantique au large de Banjul. Il n'y a pas ni traité bilatéral sur sa délimitation ni traité avec le Sénégal sur la position du tripoint.
La Frontière entre la Gambie et le Sénégal est défini par le parallèle 13° 35′ 36″ N et le tripoint se situerait à 185 miles de chaque côte. L'autre point extérieur se situe à 200 miles de l'île capverdienne de Maio.
Cette frontière est toutefois évoquée en 2009 dans une note d'information préliminaire sur les limites du plateau continental.
En 2010, le Cap-Vert, la Gambie, la Guinée-Bissau, la Guinée, la Mauritanie et le Sénégal ont signé un accord, sous l'égide de la Norvège, pour fixer leurs zones maritimes, potentiellement riches en pétrole et gaz.